# Torino Boys (colonna sonora)
Torino Boys è la colonna sonora, curata da Neffa dell'omonimo film, diretto dai Manetti Bros.. Pubblicata dalla PolyGram nel 1997, presenta al suo interno tutti i maggiori esponenti dell'hip hop italiano degli anni novanta, dai Sangue Misto ai Sottotono, da Kaos ai Colle der Fomento.

## Tracce
1. Neffa feat. Al Castellana - Navigherò la notte - 4:58 [prodotta da Neffa]
2. La Pina - Questa Fly - 4:18 [prodotta da Neffa]
3. Sottotono - La vita che vivo - 5:07 [prodotta da Fish]
4. Otierre feat. La Pina - Ce n'è rmx - 5:25 [prodotta da Alien Army]
5. Flaminio Maphia - Sbroccatamente si vive la notte - 4:20 [prodotta da Neffa]
6. Dre Love - So Far Away - 5:30 [prodotta da Neffa]
7. Africa Unite - Non sei sola - 4:08 [prodotta da Africa Unite]
8. Piotta - Ciclico - 3:15 [prodotta da Squarta e Piotta]
9. Lyricalz feat. Sab Sista - Nel vortice - 5:06 [prodotta da Fish]
10. Colle der Fomento - Solo Hardcore - 3:05 [prodotta da Ice One]
11. Sean feat. DJ Double S e Elise - Vexed - 4:55 [prodotta da Neffa]
12. Kaos - Quando vengo a prenderti - 4:05 [prodotta da Neffa]
13. Sangue Misto - Nella luce delle 6:00 - 4:45 [prodotta da Neffa & Deda]
14. Neffa - Ebby & Nike pt. 2 - 1:40 [prodotta da Neffa]